# Ernestina Paper
Ernestina Paper, nata Ernestine Puritz-Manassé (Odessa, 1846 – Firenze, 14 febbraio 1926), è stata una medica italiana, prima donna laureata in Italia dopo la nascita dello stato unitario, conseguendo nel 1877 la laurea in medicina e chirurgia presso l'Istituto di Studi Superiori Fiorentino. Dopo di lei, la seconda laureata fu Maria Velleda Farnè, che prese la laurea in medicina a Torino nel 1878.

## Biografia
Ernestina Puritz-Manassé nacque ad Odessa nel 1846 da una famiglia agiata della borghesia commerciale ebraica di origine russa (i Puritz-Manassé). Ernestina non dichiarò il cognome Puritz Manassè, menzionato invece al momento dell'iscrizione all'università di Pisa, ma adottò il cognome del marito Giacomo Paper, un avvocato che sposò a Odessa e che, pare, morì a Pietroburgo nel 1881. Si presume, inoltre, avesse una figlia «Paper Elisa figlia di Giacomo, nata a Pisa nel 1875». A Firenze fu Sara Ritter a inaugurare il foglio di famiglia in cui Ernestina rimase iscritta fino alla morte e dal quale si desumono le informazioni qui riportate.
Una testimonianza tratta dal giornale «La donna», 6 maggio 1879, n. 8, p. 77, riguardo l'indole ed il carattere di Ernestina Paper:

### La formazione

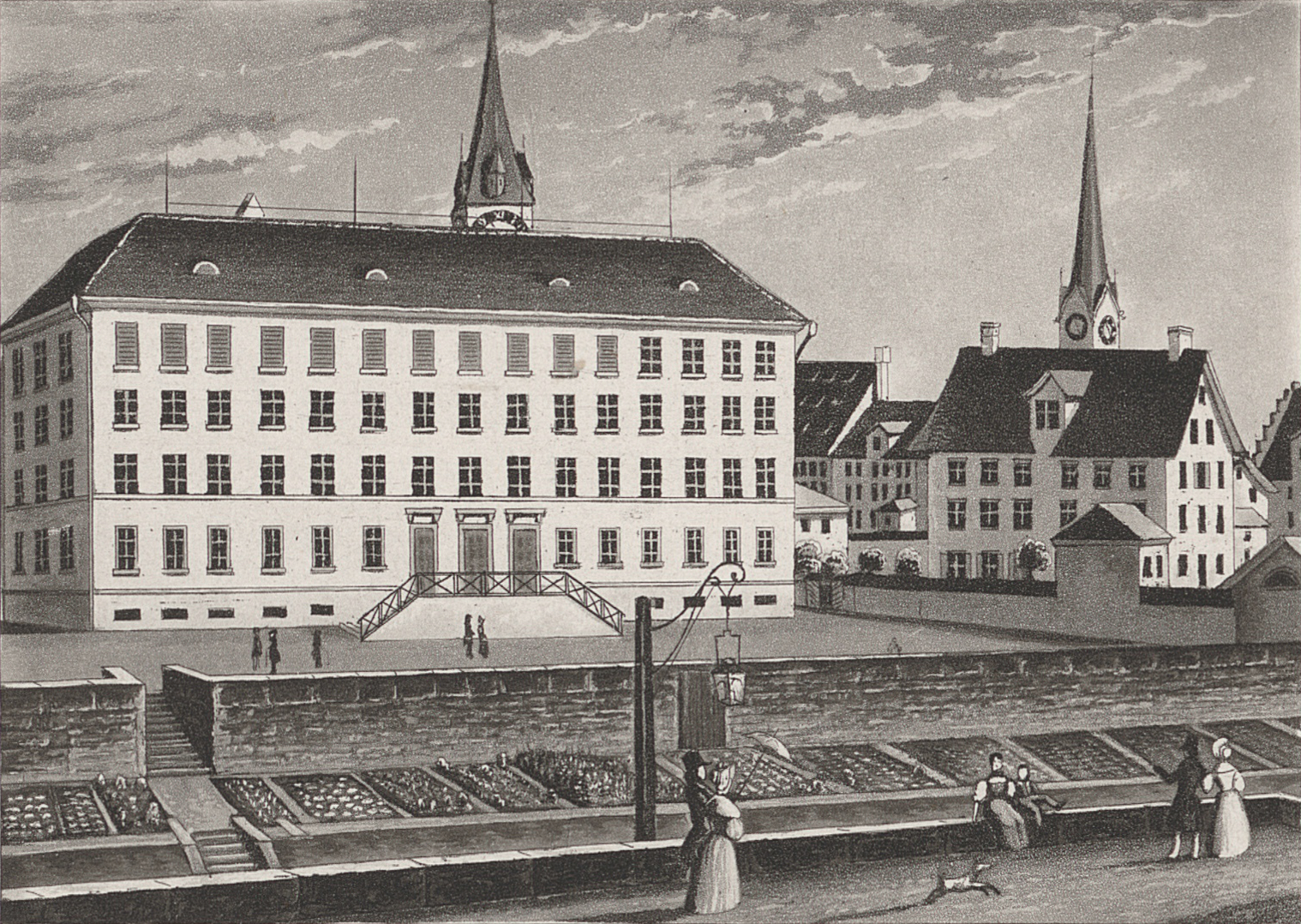
Università di Zurigo (1838-1864)

Dopo aver trascorso la sua adolescenza ad Odessa e terminati gli studi scolastici, Ernestina Puritz si iscrisse alla facoltà di medicina all'Università di Zurigo che frequentò per tre semestri, tra l'8 ottobre del 1870 e il gennaio 1872 e dove, 10 anni prima, si era laureata la ventiquattrenne Nadeschda Suslowa, la prima donna medico europea.
All'università di Zurigo intraprese un percorso universitario che era molto comune per le studentesse russe, in quanto questa università fu la prima ad aprire le porte alle donne.
L'Impero zarista, infatti, nei suoi vasti territori (tra cui l'Ucraina), praticava una rigorosa discriminazione nell'accesso agli studi universitari: numero chiuso per gli ebrei (maschi), divieto puro e semplice per le donne, qualunque fosse la loro appartenenza religiosa. L'istruzione superiore, si diceva, era inutile e dannosa per adempiere il ruolo familiare a cui le donne erano destinate. Per questo motivo si ebbe la migrazione di “suddite imperiali” verso la Svizzera, la nazione che, allora, aveva aperto alle donne le sue università (a tutte le sue facoltà, anche quelle tecniche).

#### La Facoltà di medicina in Toscana
Nel 1872 Ernestina Puritz si trasferì in Italia dove visse fino alla morte, escluso il periodo 1897-1905 quando fece ritorno a Odessa. Nello stesso 1872 si iscrisse all'Università di Pisa, dove frequentò la Facoltà di medicina per tre anni, spostandosi poi a Firenze per frequentare l'ultimo biennio di pratica clinica presso il regio Istituto di Studi Superiori di Firenze e dove conseguì il primo livello di laurea nel 1875 (ASP). Secondo l'ordinamento dell'epoca, infatti, in quegli anni non era ancora possibile completare gli studi medici previsti fino al sesto anno. Questo assetto della facoltà medica pisana risaliva all'epoca del granducato di Toscana, periodo in cui maturò anche la decisione di operare una riforma del sistema universitario toscano, confermata dalla riforma Giorgini (1840) ed appoggiata, dopo l'Unità, dal ministro Carlo Matteucci.
Proprio per questo motivo gli studenti ultimavano la propria formazione presso l'Istituto di Studi Superiori di Firenze (l'assetto della facoltà medica pisana fu eliminato solo nel 1884).

##### L'istituto di studi superiori di Firenze
L'Istituto di Studi Superiori di Firenze venne fondato nel 1859 durante il governo provvisorio di Bettino Ricasoli, quando ormai i Lorena avevano lasciato la Toscana. Detto Istituto ereditava e proseguiva l'attività del Liceo di scienze fisiche e naturali, inserendosi nella grande tradizione culturale fiorentina. 
Esso proponeva un coordinamento fra gli studi scientifici e quelli umanistici e le sue finalità erano da un lato il perfezionamento per coloro che avevano terminato gli studi universitari e, dall'altro, la pura ricerca scientifica.
Era composto da tre sezioni: medicina e chirurgia, scienze naturali, filosofia e filologia.
Inizialmente fu istituita anche una sezione di giurisprudenza che, tuttavia, ebbe breve durata.
Nel 1872 fu approvata dal parlamento nazionale una convenzione che ne consentiva una riorganizzazione ed un ampliamento, assumendo sempre più una fisionomia universitaria. 
Infatti, negli anni seguenti, le sezioni furono configurate come vere e proprie facoltà universitarie e, nel 1923, l'Istituto si trasformo in Università degli Studi di Firenze.
Dunque nel 1875 Ernestina si trasferì a Firenze per ottenere la specializzazione biennale medica presso il Regio Istituto di studi superiori pratici e di perfezionamento. Nell'anno in cui si iscrisse, la prolusione accademica fu tenuta dal fisiologo materialista Moritz Schiff. 
Tra il 9 e l'11 luglio 1877, sostenne gli esami di ‘promozione e finali' la cui documentazione testimonia dell'eccellente preparazione conseguita presso l'arcispedale di Santa Maria Nuova.

### La carriera
Una volta laureata intraprese una carriera professionale, come indica un'inserzione pubblicitaria apparsa nel marzo 1878 sul quotidiano «La Nazione» di Firenze: alla terza pagina, viene citata l'apertura di uno studio medico “per malattie delle donne e dei bambini” al civico 12 di via Venezia. All'epoca, infatti, per svolgere la professione medica una volta ottenuto il diploma di laurea non era necessaria l'iscrizione ad un ordine professionale, ma era sufficiente trasmettere al Comune, in cui si intendeva aprire il proprio esercizio, la certificazione della regolarità del titolo conseguito rilasciata dall'università. Puritz praticò la professione privatamente e spesso gratuitamente.

#### Le donne e la medicina nell'800
Nel XIX secolo, l'idea che una dottoressa potesse svolgere la sua attività all'interno degli ospedali pubblici non veniva facilmente accettata e per questo motivo le donne si dedicarono alla libera professione privata, proprio come Ernestina.
Maria Farnè Velleda, ad esempio, divenne archiatra della regina Margherita di Savoia; Anna Kuliscioff, sfumata la possibilità di dedicarsi alla carriera ospedaliera, iniziò la sua attività di medico lavorando nei quartieri più miseri della città, dove si guadagnò l'appellativo di “dottora dei poveri”. Solo Giuseppina Cattani, pur esercitando come ginecologa in forma privata, si dedicò anche alla ricerca, lavorando per anni nel laboratorio di patologia del Professore Guido Tizzoni sullo studio del batterio del colera, a seguito dell'epidemia che colpì Bologna nel 1886, e su quello del tetano, condividendo con Tizzoni il merito di averlo isolato, di aver prodotto un siero, averne studiato e sperimentato le condizioni per la sua conservazione.
In quegli anni, la motivazione che portava le donne a laurearsi in medicina era da ricercarsi in una loro naturale predisposizione verso le sofferenze degli ammalati, tuttavia la scelta ricadeva maggiormente in alcuni ambiti della medicina, quali pediatria e ginecologia. Infatti, solo la ginecologia e la pediatria erano le specializzazioni che la società medica ammetteva per le prime “dottoresse”. Queste erano ritenute più accettabili rispetto ad altre branche della medicina, in quanto la cura dei bambini appariva come il proseguimento delle cure materne e le visite ginecologiche da parte di una donna potevano suscitare meno disagio. La professione di medico sembrava richiamare la figura di benefattrice ottocentesca: la disposizione verso il lavoro di cura veniva intesa come una naturale predisposizione del carattere femminile. Queste considerazioni agevolarono e resero accettabili gli studi medici delle donne, nonostante l'opposizione di coloro che ritenevano il loro cervello troppo piccolo, quindi inadatto per studi scientifici, e troppo alta la loro emotività per reggere la vista del sangue.

#### Gli anni della professione
Nel 1881, in occasione del censimento, Puritz si dichiarò tuttavia ‘dottoressa non esercente': non erano anni in cui una medichessa, termine dell'epoca, potesse assicurarsi una clientela regolare, come lamentava ancora nel 1902 la collega fiorentina Aldina Francolini.
In quegli anni, al primo piano del civico 6 di via Venezia, Ernestina risiedeva con la madre, la figlia, alcune cugine e il cugino Giacomo Puritz, anch'egli nato a Odessa, laureato in medicina a Firenze e attivo nei circoli sociali e politici. La moglie di quest'ultimo era Mary Nathan, figlia del politico anglo-italiano e sindaco di Roma, Ernesto Nathan (1845-1921). Mary Nathan ed Ernestina Puritz Manassé sono state attive nella Federazione femminile toscana (emanazione del Consiglio nazionale delle donne italiane), della cui Sezione di igiene lei risulta essere stata presidente almeno fino al 1921. Attraverso Mary Nathan, Puritz conobbe Amelia Pincherle Rosselli, della quale curò i figli Nello e Carlo (attivi nella campagna politica antifascista) e con la quale fu in contatto almeno fino al 1911. I Nathan e i Rosselli erano imparentati e soci in affari in Inghilterra.
Nel 1886 Ernestina ottenne un incarico pubblico, in quanto la Direzione compartimentale dei telegrafi di Firenze le affidò il compito di effettuare le visite mediche al proprio personale dipendente di sesso femminile.

#### L'attività scientifica
Ci sono poche testimonianze dell'attività scientifica di Puritz. Nel febbraio 1877, presentata dall'antropologo darwiniano Paolo Mantegazza e dal fisiologo russo Aleksandr Herzen, divenne “socio ordinario” della Società di antropologia. Nel 1884 furono riportati, nei dettagli, due casi di amenorrea guariti da Puritz con l'utilizzo dell'elettricità e nel 1894, in occasione di un congresso medico internazionale, fu tra i “membri e aderenti”.
Una delle attività più interessanti di Puritz fu la divulgazione medica, d'igiene e scientifica, nella quale coinvolse diversi docenti universitari e che la portò, nel 1911, a mettere a disposizione una scuola per bambinaie, aperta anche a ‘signore e signorine', che ebbe un buon successo per diversi anni.
Nel 1913 Elena French Cini, presidente della Federazione femminile toscana, e Puritz, presidente della sezione d'igiene, scrissero al sindaco per proporgli di aiutare le madri povere del quartiere S.Croce, con un progetto che prevedeva anche l'assistenza sanitaria gratuita offerta dalle dottoresse Puritz e Carmela Daddi. Nel 1922 Ernestina era ancora attiva come presidente della sezione d'igiene della FFT (Federazione Femminile Toscana). La corrispondenza con l'antropologo Paolo Mantegazza testimonia di questi interessi che furono insieme scientifici, sociali e salottieri.

### Contributo sociopolitico

#### Donne ed università in Italia ed Europa

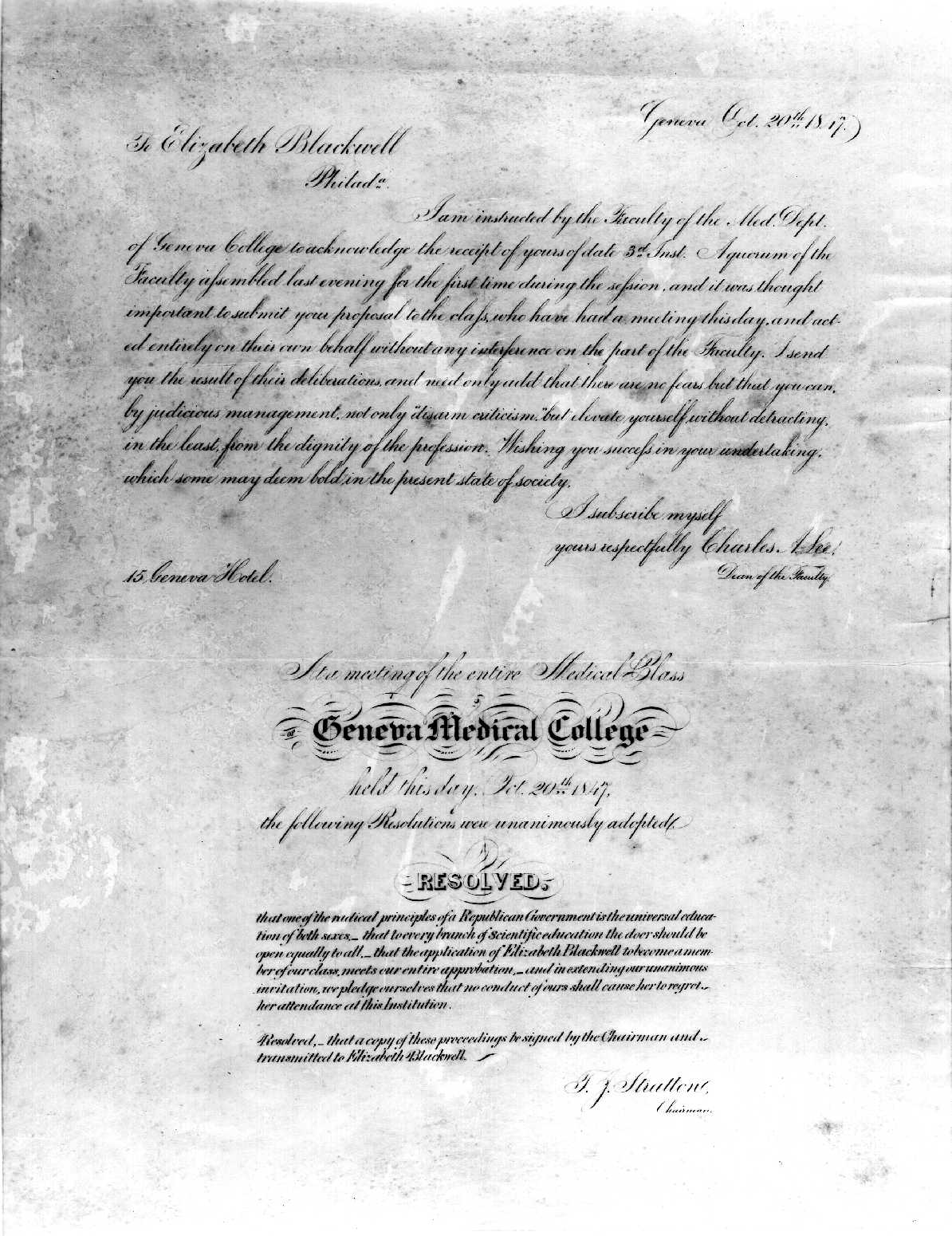
Lettera di ammissione di Elizabeth Blackwell Geneva Medical College, NY

Diversamente da altri Paesi europei e dal Nord America, in Italia non risulta siano mai state introdotte norme che escludessero le donne dall'università: a tenerle lontane dalla formazione scolastica e superiore bastarono le radicate consuetudini culturali e religiose.
Nello Statuto Albertino e nella Legge Boncompagni (1848) erano assenti esplicite discriminazioni a danno delle donne, non per la volontà di sancire l'uguaglianza dei diritti personali, politici e civili ma, al contrario, perché eventuali rivendicazioni femminili, anche in campo educativo, apparivano un fatto impensabile. L'accesso delle donne a livelli di istruzione che andassero oltre quelli minimi richiesti dallo stare in società era ostacolato dallo scetticismo circa le loro reali capacità intellettuali e dai dubbi circa l'opportunità di una più approfondita istruzione, che rischiava di distoglierle dai doveri connessi al loro sesso, suscitando nelle giovani menti futili ambizioni personali. Inoltre, dalla seconda metà dell'Ottocento, con l'ingresso delle donne nella formazione superiore, all'antico pregiudizio nei confronti del loro intelletto si aggiunse il timore di possibili turbamenti nei consolidati privilegi economici e di potere maschili in ambito professionale.
Il Geneva Medical College di New York, divenuto famoso nel mondo per aver concesso l'iscrizione nel 1847 all'inglese Elizabeth Blackwell, richiuse le porte alle donne dopo la sua laurea che, si ebbe a precisare, era stata un “experiment, not intended as precedent”. In Russia, dopo una temporanea ammissione tra il 1859 e il 1863, le donne furono nuovamente escluse dalla formazione superiore, un episodio che aiuta a capire i primati delle studentesse russe in Europa: Ernestina Puritz in Italia; Elena Lej in Francia, prima laureata in matematica e fisica alla Sorbona nel 1867; la matematica Sofia Kovalevskaya in Svezia, nel 1889 seconda donna a ottenere una cattedra universitaria dopo Laura Bassi. Nel mondo di lingua tedesca, l'Università di Zurigo per prima ammise le donne nel 1867, accogliendo centinaia di giovani russe come Ernestina Puritz.
La battaglia delle donne per praticare la professione medica fu una delle più difficili tra le molte combattute per la parità dei diritti. Il riconoscimento ufficiale del diritto per le ragazze di frequentare ogni tipo di scuola superiore era già stato però preceduto, sorprendentemente, da quello della possibilità per loro di iscriversi all'università, previo conseguimento, da privatiste, della licenza liceale. Infatti ciò era previsto nel regolamento Borghi (1875), che, per la prima volta, esplicitamente, ammetteva le donne all'università, alle stesse condizioni degli uomini. Prima di allora esse potevano accedere occasionalmente alle aule universitarie, solo se esplicitamente invitate ad ascoltare prolusioni, ad assistere a lezioni di illustri professori o per iscriversi ad alcuni corsi, frequentandoli come uditrici. Potevano anche sostenere esami, dai quali però ricavavano un attestato che non aveva valore legale, ma che poteva valere come prestigiosa referenza per un posto da istitutrice o per assunzione nei tanti istituti privati per l'educazione delle signorine.
L'ammissione a pieno titolo delle ragazze all'università aprì loro uno scenario completamente nuovo e forse anche in parte imprevisto: innanzitutto, per frequentare l'università, occorreva conseguire il diploma di Liceo classico, rimasto rigorosamente maschile fino a quel momento, e questo, necessariamente, doveva implicare la possibilità di iscriversi ai licei che però fu sancita solo nel 1883; inoltre, conseguita la laurea, avrebbe dovuto aprirsi per loro la possibilità di esercitare una libera professione retribuita, con una conseguente indipendenza economica e controllo sulla propria vita che avrebbe modificato anche i tradizionali equilibri sociali.

#### La Firenze di Puritz

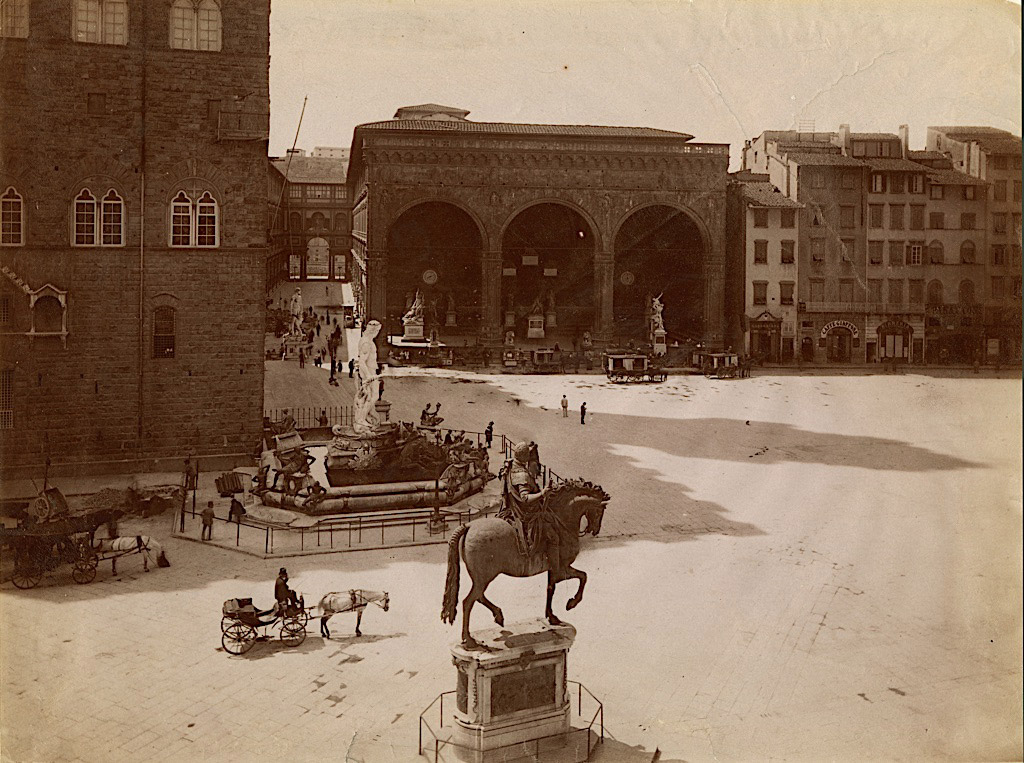
Firenze, Piazza della Signoria (1873–1881)

Negli anni settanta del XIX secolo l'ambiente intellettuale fiorentino era stato vivacizzato dalla presenza di personaggi di rilievo nel campo delle arti e delle scienze, italiani e stranieri, attratti non solo dal fascino della tradizione associata alla città ma anche dai fermenti innescati dal pur breve periodo nel quale essa fu scelta come capitale del Regno. Tra il 1877, anno di approvazione della Legge Coppino e il 1878, quando proprio a Firenze Ernestina Paper divenne la prima laureata in Italia, si avviò un confronto sulla questione dell'istruzione superiore delle donne che trovò spazio sulle pagine del quotidiano locale La Nazione. 
In questi anni di accese discussioni a proposito del diritto delle donne di poter accedere all'istruzione superiore, Puritz fece parte di un comitato promotore per l'apertura a Firenze di un liceo femminile. Poiché la possibilità di creare licei misti non era stata neppure contemplata, presero il via, in diverse città italiane, numerose iniziative per aprire licei femminili. Al comitato fiorentino, di cui si fece promotore Bartolomeo Zandonella, professore di greco e latino al liceo "Dante" della città, aderirono Pasquale Villari, Gaetano Cammarota, provveditore agli studi, Torello Sacconi, prefetto della Biblioteca Nazionale, alcune signore fiorentine, altre di famiglia ebraica, anche straniere, fra le quali appunto la dottoressa Paper.
Così, nell'Italia liberale, qualche rara giovane cominciò a iscriversi all'università, incoraggiata dal nuovo regolamento del 1876 che ricordava in termini chiari che anche alle donne era consentito iscriversi. In quegli anni ebbero un ruolo importante, nell'attirare le prime giovani agli studi superiori, i dibattiti nazionali e internazionali sui diritti delle donne, le cronache giornalistiche che riportavano quanto accadeva oltralpe e l'importante presenza sulla stampa di accesi dibattiti sulla riforma dell'educazione. Furono quegli stimoli a dare alle donne, in Italia, il coraggio di entrare in quel mondo interamente di uomini.

#### Un femminismo moderato e laico
Puritz si mosse in ambiti alto borghesi, spesso di cultura ebraica e internazionale, sostenitori di un femminismo laico impegnato soprattutto in attività assistenziali e benefiche: un femminismo sostenuto anche da uomini con solidi contatti politici e massonici, orientato in chiave emancipazionista, sebbene con prudenza. Ella si dichiarò convinta che la donna “è nata specialmente per essere moglie e madre”, un compito a suo parere da assolvere con una solida formazione di ‘igiene' e conoscenza dei ‘fenomeni naturali'; tuttavia riteneva allo stesso tempo che “certe carriere professionali” dovessero essere “agevolate alla donna”, soprattutto per coloro che “vogliono o siano in necessità di prescegliere un modo di vita e di lavoro diverso da quello della generalità delle donne”.
Nel corso della prima guerra mondiale fu contraria al servizio civile obbligatorio femminile, dichiarando che “per il bene della famiglia “la donna dovesse rimanere vicina “il più possibile al focolare domestico”, ma aggiungendo poi che sarebbe stato peraltro impossibile convincere “4 o 5 milioni di donne a questo servizio, visto che solo con delle leggi severissime si ottiene che gli uomini facciano il servizio militare”.